# دوجلاس كروفت
دوجلاس كروفت (بالإنجليزية: Douglas Croft)‏ هو ممثل أمريكي، ولد في 12 أغسطس 1926 في الولايات المتحدة، وتوفي في 24 أكتوبر 1963 بلوس أنجلوس في الولايات المتحدة.

## أعمال

### أفلام
- (1942) يانكي دودل داندي
- (1943) باتمان

## وصلات خارجية
- دوجلاس كروفت على موقع IMDb (الإنجليزية)
- دوجلاس كروفت على موقع ألو سيني (الفرنسية)
- دوجلاس كروفت على موقع أول موفي (الإنجليزية)
- دوجلاس كروفت على موقع قاعدة بيانات الأفلام السويدية (السويدية)
- دوجلاس كروفت على موقع قاعدة بيانات الفيلم (الإنجليزية)
- دوجلاس كروفت على موقع كينوبويسك (الروسية)